# Nicolas Koline

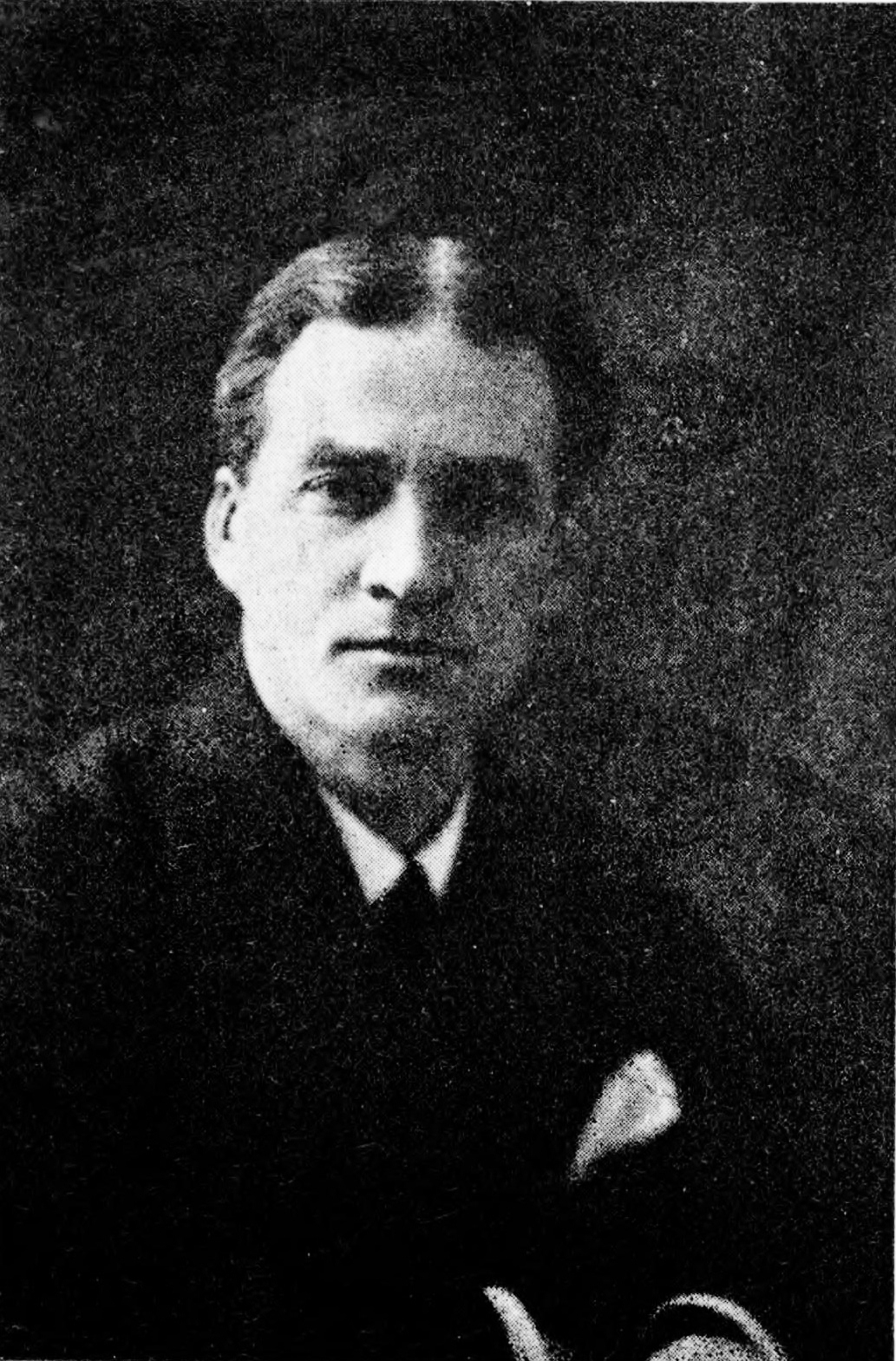
Nicolas Koline

Nicolas Koline est un acteur russe, né le 7 mai 1878 en Russie et mort le 3 juin 1973 à Nyack, dans l'État de New York, aux États-Unis). Il commence sa carrière en France tournant sous la direction de Russes émigrés, avant de la terminer en Allemagne.

## Filmographie

### Productions françaises
- 1920 : L'Angoissante Aventure de Iakov Protazanov (1,300 m)
- 1921 : Vers la lumière d'Iakov Protazanov
- 1921 : La Tourmente de Serge Nadejdine - Diatz
- 1921 : Justice d'abord d'Iakov Protazanov (1,650 m)
- 1921 : Les Contes des mille et une nuits de Victor Tourjanski (3,050 m, en trois chapitres)
- 1922 : La Maison du mystère d'Alexandre Volkoff (9,630 m en 10 épisodes) - Rudeberg
- 1922 : Nuit de carnaval de Victor Tourjanski
- 1923 : Kean ou Désordre et génie d'Alexandre Volkoff (2,500 m) - Salomon
- 1923 : Le Chant de l'amour triomphant de Victor Tourjanski (2,000 m) - Antonio
- 1923 : Calvaire d'amour de Victor Tourjanski (2,000 m) - le docteur Treillis
- 1923 : Le Brasier ardent d'Ivan Mosjoukine et Alexandre Volkoff (2,300 m) - le mari
- 1924 : Âme d'artiste ou Rêve et Réalité de Germaine Dulac (2,250 m) - le souffleur Morris
- 1924 : Le Chiffonnier de Paris de Serge Nadejdine (2,400 m) - Jean, chiffonnier de Paris
- 1924 : La Cible de Serge Nadejdine (2,200 m) - Diaz de Toledo
- 1924 : La Dame masquée de Victor Tourjanski (2,000 m) - l'oncle Michel
- 1925 : 600 000 francs par mois de Robert Péguy et Nicolas Koline (2,200 m) - Anatole Galupin
- 1925 : Le Prince charmant de Victor Tourjanski (2,100 m) - Brick
- 1926 : Muche de Robert Péguy - Muche et Poum
- 1926 : Michel Strogoff de Victor Tourjanski
- 1927 : Napoléon d'Abel Gance (10,700 m, en 6 parties) - Tristan Fleuri
- 1927 : Croquette, une histoire de cirque de Louis Mercanton
- 1928 : Shéhérazade d'Alexandre Volkoff (2,600 m) - Ali
- 1929 : Contrastes de René Guy-Grand - court métrage -
- 1930 : Les Saltimbanques de Lucien Jaquelux et Robert Land - Paillasson
- 1935 : Variétés de Nicolas Farkas - le vieux clown + version allemande
- 1936 : The Three Maxims d'Herbert Wilcox
- 1938 : Nuits de princes de Vladimir Strijevski + version allemande

### Productions allemandes
- 1938 : Geheimzeichen LB 17 (de) : Drogan, the Commissar's aide
- 1938 : Ab Mitternacht (en) : Schuwaloff
- 1939 : Die fremde Frau (de) : Taivu
- 1939 : Alarm auf Station III (en) : Verhafteter vor dem Polizeigericht (non crédité)
- 1939 : Der Gouverneur (de) : Jan, Koch in Marias Elternhaus
- 1940 : Feinde (de) : Andreas
- 1940 : Golowin geht durch die Stadt : Ziegloff, Polizist
- 1941 : Dreimal Hochzeit : Verwalter Stepan
- 1941 : Illusion de Victor Tourjanski : Nowodny
- 1941 : Komödianten (de) : Betrunkener Russe beim Empfang in Petersburg
- 1942 : Attentat à Bakou (Anschlag auf Baku) : Russischer Kellner
- 1942 : Rembrandt
- 1943 : Les Aventures fantastiques du baron Münchhausen de Josef von Báky : Großwesir (non crédité)
- 1943 : Johann (sv) : Baron Rebus
- 1943 : Tonelli (de) de Victor Tourjanski : Janko, Musik-Clown
- 1944 : Orient-Express : Der Schlafwagenschaffner [Pullman Conductor]
- 1945 : Le Cas Molander (Der Fall Molander)
- 1945 : Shiva und die Galgenblume (de) (film inachevé)
- 1947 : Am Ende der Welt (de) : Stationsvorstand
- 1948 : Film sans titre : Kaminsky
- 1948 : Die Zeit mit Dir (de) : Petroff
- 1948 : Le Péché originel (Der Apfel ist ab) d'Helmut Käutner
- 1949 : Der blaue Strohhut : Kellner im Separée
- 1949 : Tragödie einer Leidenschaft : Kolja
- 1949 : Dreimal Komödie (de) : Gärtner
- 1949 : Veillée : Karnickelmann
- 1949 : Die Nacht der Zwölf (de)
- 1950 : Die Treppe (de) : Opa
- 1950 : Der Mann, der sich selber sucht (de)
- 1951 : Die Frauen des Herrn S. (de) : Sinon
- 1951 : Le Tigre Akbar : Nicky
- 1951 : Frühlingsromanze (de) : Prof. Wolkoff
- 1951 : Die Tat des Anderen (de)
- 1952 : Lockende Sterne (de) : Fedja
- 1952 : Cuba Cabana (de) : Jose
- 1952 : Gift im Zoo (de) : Wärter Mathias
- 1953 : Salto Mortale (de) : Mischa
- 1954 : Le Dernier Été (Der letzte Sommer) de Harald Braun : Stepan - Diener (non crédité)
- 1954 : L'Ange silencieux d'Harald Reinl
- 1954 : Portrait d'une inconnue : Sascha
- 1954 : Héros en blanc de Rolf Hansen : Katzenvater
- 1955 : Der Frontgockel (de) : Schlossgärtner Vigier
- 1955 : La Petite Négresse